# 16e étape du Tour de France 2000
Pour un article plus général, voir Tour de France 2000.
La 16e étape du Tour de France 2000 a eu lieu le 18 juillet 2000 entre Courchevel et Morzine sur une distance de 196,5 km. Elle a été remportée par le Français Richard Virenque (Polti) devant l'Allemand Jan Ullrich (Deutsche Telekom) et l'Espagnol Roberto Heras (Kelme). C'est l'une des rares étapes du Tour de France où Lance Armstrong a montré une défaillance.

## Profil et parcours
Deux départements sont traversés, la Savoie et la Haute-Savoie. Départ depuis la D98 à Courchevel-Le Praz, Albertville à 49 km, puis le Col des Saisies (km 80), le Col des Aravis (km 106.5), La Clusaz (km 113), Le Grand-Bornand (km 118), le Col de la Colombière (km 131), Samoëns (km 171.5) et le Col de Joux-Plane (km 184.5). Enfin, entrée dans Morzine et sprint final devant l'office du tourisme (km 196.5).
Les cinquante premiers kilomètres sont en descente jusqu'à Albertville. Ensuite le col des Saisies, le col des Aravis, descente au Grand-Bornand, le Chinaillon par le col de la Colombière, une petite côte à Châtillon-sur-Cluses, un secteur plat autour de Taninges avant la montée de Joux-Plane et l'arrivée en descendant sur Morzine.

## Récit
Une chute intervient dès le début de l'étape (km 4) impliquant Marco Pantani, Santiago Botero et Marcos Serrano, ce dernier contraint à l'abandon.

Après le sprint à Albertville remporté par McEwen devant Zabel, Javier Pascual Llorente part avec Salvatore Commesso.
Marco Pantani a attaqué très tôt, dès la montée du Col des Saisies. Pascal Hervé et Fernando Escartin s'échappent et rejoignent Pascual Llorente, Pantani les attend dans la descente avant d'entrer à Flumet.
Le col de la Colombière est franchi par Pantani, Escartin et Hervé, à 59 s du groupe maillot jaune (Lance Armstrong) et le reste des favoris. Pascal Hervé ne relaie pas et l'écart faiblit. La descente est rapide et technique. Richard Virenque, Santiago Botero, Javier Otxoa et Christophe Moreau partent en contre-attaque et rejoignent le trio de tête au km 146 à Scionzier. Le groupe maillot jaune fait l'effort pour effectuer la jonction. Tout le monde est regroupé au bas de la descente.

Dans Cluses, au kilomètre 155, Didier Rous, suivi par Andrei Kivilev et rejoint par Guido Trentin tentent leur chance. En haut de la côte de Châtillon, ils comptent 0 min 54 s d'avance et l'écart grandit à 2 min 40 s sur le plat entre Taninges et les premières rampes de Joux-Plane.

Dans la dernière ascension, quatre coureurs sortent du peloton et démarrent la contre attaque : Roberto Heras, Lance Armstrong, Jan Ullrich et Richard Virenque. Le groupe éclate. Roberto Heras s'envole et rattrape Rous, Trentin et Kivilev. Virenque s'échappe aussi, rejoint Roberto Heras, et franchit en tête le col de Joux-Plane. Le maillot jaune Lance Armstrong, en difficulté, ne suit pas et Jan Ullrich le distance, consolidant sa deuxième place au classement général.

Dans la descente, à un kilomètre de l'arrivée, Roberto Heras manque un virage et chute en heurtant les barrières. Il peut repartir mais se retrouve désormais derrière Jan Ullrich. Virenque maintient sensiblement l'écart avec Ullrich et remporte l'étape. Lance Armstrong termine à 2 min 1 s et perd 1 min 37 s sur Jan Ullrich qui reçoit 12 s de bonification, mais il conserve son maillot jaune.

## Autour de la course
Au départ de l'étape, une minute de silence a été observée en mémoire de Philippe, 12 ans, heurté par un véhicule de la caravane publicitaire le 14 juillet, à Ginasservis, et décédé à l'hôpital marseillais de la Timone le 16 juillet. A l'arrivée, Richard Virenque a dédié sa victoire d'étape au jeune Varois.

## Classement de l'étape
| \| Classement de l'étape \| Classement de l'étape \| Classement de l'étape \| Classement de l'étape \| Classement de l'étape \| \| Coureur \| Coureur \| Pays \| Équipe \| Temps \| \| --------------------- \| --------------------- \| --------------------- \| ----------------------- \| --------------------- \| \| 1er \| Richard Virenque \| France \| Polti \| 5 h 32 min 20 s \| \| 2e \| Jan Ullrich \| Allemagne \| Deutsche Telekom \| + 24 s \| \| 3e \| Roberto Heras \| Espagne \| Kelme-Costa Blanca \| + 27 s \| \| 4e \| Fernando Escartín \| Espagne \| Kelme-Costa Blanca \| + 1 min 09 s \| \| 5e \| Joseba Beloki \| Espagne \| Festina \| + 1 min 11 s \| \| 6e \| Pascal Hervé \| France \| Polti \| + 1 min 11 s \| \| 7e \| Guido Trentin \| Italie \| Vini Caldirola-Sidermec \| + 2 min 01 s \| \| 8e \| Lance Armstrong \| États-Unis \| US Postal Service \| + 2 min 01 s \| \| 9e \| Christophe Moreau \| France \| Festina \| + 2 min 01 s \| \| 10e \| Santiago Botero \| Colombie \| Kelme-Costa Blanca \| + 2 min 01 s \| |                   |            |                         |                 |
| |                   |            |                         |                 |
| |                   |            |                         |                 |
| Classement de l'étape |                   |            |                         |                 |
| Coureur | Coureur           | Pays       | Équipe                  | Temps           |
| 1er | Richard Virenque  | France     | Polti                   | 5 h 32 min 20 s |
| 2e | Jan Ullrich       | Allemagne  | Deutsche Telekom        | + 24 s          |
| 3e | Roberto Heras     | Espagne    | Kelme-Costa Blanca      | + 27 s          |
| 4e | Fernando Escartín | Espagne    | Kelme-Costa Blanca      | + 1 min 09 s    |
| 5e | Joseba Beloki     | Espagne    | Festina                 | + 1 min 11 s    |
| 6e | Pascal Hervé      | France     | Polti                   | + 1 min 11 s    |
| 7e | Guido Trentin     | Italie     | Vini Caldirola-Sidermec | + 2 min 01 s    |
| 8e | Lance Armstrong   | États-Unis | US Postal Service       | + 2 min 01 s    |
| 9e | Christophe Moreau | France     | Festina                 | + 2 min 01 s    |
| 10e | Santiago Botero   | Colombie   | Kelme-Costa Blanca      | + 2 min 01 s    |

## Classement général
| \| Classement général \| Classement général \| Classement général \| Classement général \| Classement général \| \| Coureur \| Coureur \| Pays \| Équipe \| Temps \| \| ------------------ \| ------------------ \| ------------------ \| ------------------ \| ------------------ \| \| 1er \| Lance Armstrong \| États-Unis \| US Postal Service \| 72 h 12 min 30 s \| \| 2e \| Jan Ullrich \| Allemagne \| Deutsche Telekom \| + 5 min 37 s \| \| 3e \| Joseba Beloki \| Espagne \| Festina \| + 6 min 38 s \| \| 4e \| Roberto Heras \| Espagne \| Kelme-Costa Blanca \| + 6 min 43 s \| \| 5e \| Richard Virenque \| France \| Polti \| + 7 min 36 s \| \| 6e \| Christophe Moreau \| France \| Festina \| + 8 min 22 s \| \| 7e \| Santiago Botero \| Colombie \| Kelme-Costa Blanca \| + 10 min 19 s \| \| 8e \| Fernando Escartín \| Espagne \| Kelme-Costa Blanca \| + 11 min 35 s \| \| 9e \| Francisco Mancebo \| Espagne \| Banesto \| + 13 min 07 s \| \| 10e \| Manuel Beltrán \| Espagne \| Mapei-Quick Step \| + 13 min 08 s \| |                   |            |                    |                  |
| |                   |            |                    |                  |
| |                   |            |                    |                  |
| Classement général |                   |            |                    |                  |
| Coureur | Coureur           | Pays       | Équipe             | Temps            |
| 1er | Lance Armstrong   | États-Unis | US Postal Service  | 72 h 12 min 30 s |
| 2e | Jan Ullrich       | Allemagne  | Deutsche Telekom   | + 5 min 37 s     |
| 3e | Joseba Beloki     | Espagne    | Festina            | + 6 min 38 s     |
| 4e | Roberto Heras     | Espagne    | Kelme-Costa Blanca | + 6 min 43 s     |
| 5e | Richard Virenque  | France     | Polti              | + 7 min 36 s     |
| 6e | Christophe Moreau | France     | Festina            | + 8 min 22 s     |
| 7e | Santiago Botero   | Colombie   | Kelme-Costa Blanca | + 10 min 19 s    |
| 8e | Fernando Escartín | Espagne    | Kelme-Costa Blanca | + 11 min 35 s    |
| 9e | Francisco Mancebo | Espagne    | Banesto            | + 13 min 07 s    |
| 10e | Manuel Beltrán    | Espagne    | Mapei-Quick Step   | + 13 min 08 s    |

## Classements annexes
| Classement par points | Classement par points | Classement par points | Classement par points   | Classement par points |
| Coureur               | Coureur               | Pays                  | Équipe                  | Points                |
| --------------------- | --------------------- | --------------------- | ----------------------- | --------------------- |
| 1er                   | Erik Zabel            | Allemagne             | Deutsche Telekom        | 218 pts               |
| 2e                    | Romāns Vainšteins     | Lettonie              | Vini Caldirola-Sidermec | 110 pts               |
| 3e                    | Erik Dekker           | Pays-Bas              | Rabobank                | 105 pts               |
| 4e                    | Robbie McEwen         | Australie             | Farm Frites             | 100 pts               |
| 5e                    | Emmanuel Magnien      | France                | La Française des jeux   | 92 pts                |

| Classement par points | Classement par points | Classement par points | Classement par points   | Classement par points |
| Coureur               | Coureur               | Pays                  | Équipe                  | Points                |
| --------------------- | --------------------- | --------------------- | ----------------------- | --------------------- |
| 1er                   | Erik Zabel            | Allemagne             | Deutsche Telekom        | 218 pts               |
| 2e                    | Romāns Vainšteins     | Lettonie              | Vini Caldirola-Sidermec | 110 pts               |
| 3e                    | Erik Dekker           | Pays-Bas              | Rabobank                | 105 pts               |
| 4e                    | Robbie McEwen         | Australie             | Farm Frites             | 100 pts               |
| 5e                    | Emmanuel Magnien      | France                | La Française des jeux   | 92 pts                |

| Classement de la montagne | Classement de la montagne | Classement de la montagne | Classement de la montagne | Classement de la montagne |
| Coureur                   | Coureur                   | Pays                      | Équipe                    | Points                    |
| ------------------------- | ------------------------- | ------------------------- | ------------------------- | ------------------------- |
| 1er                       | Santiago Botero           | Colombie                  | Kelme-Costa Blanca        | 347 pts                   |
| 2e                        | Javier Otxoa              | Espagne                   | Kelme-Costa Blanca        | 283 pts                   |
| 3e                        | Richard Virenque          | France                    | Polti                     | 262 pts                   |
| 4e                        | Pascal Hervé              | France                    | Polti                     | 218 pts                   |
| 5e                        | Marco Pantani             | Italie                    | Mercatone Uno-Albacom     | 174 pts                   |

| Classement de la montagne | Classement de la montagne | Classement de la montagne | Classement de la montagne | Classement de la montagne |
| Coureur                   | Coureur                   | Pays                      | Équipe                    | Points                    |
| ------------------------- | ------------------------- | ------------------------- | ------------------------- | ------------------------- |
| 1er                       | Santiago Botero           | Colombie                  | Kelme-Costa Blanca        | 347 pts                   |
| 2e                        | Javier Otxoa              | Espagne                   | Kelme-Costa Blanca        | 283 pts                   |
| 3e                        | Richard Virenque          | France                    | Polti                     | 262 pts                   |
| 4e                        | Pascal Hervé              | France                    | Polti                     | 218 pts                   |
| 5e                        | Marco Pantani             | Italie                    | Mercatone Uno-Albacom     | 174 pts                   |

| Classement du meilleur jeune | Classement du meilleur jeune | Classement du meilleur jeune | Classement du meilleur jeune    | Classement du meilleur jeune |
| Coureur                      | Coureur                      | Pays                         | Équipe                          | Temps                        |
| ---------------------------- | ---------------------------- | ---------------------------- | ------------------------------- | ---------------------------- |
| 1er                          | Francisco Mancebo            | Espagne                      | Banesto                         | 72 h 25 min 37 s             |
| 2e                           | Guido Trenti                 | Italie                       | Cantina Tollo-Regain            | + 18 min 34 s                |
| 3e                           | Grischa Niermann             | Allemagne                    | Rabobank                        | + 33 min 08 s                |
| 4e                           | David Cañada                 | Espagne                      | ONCE-Deutsche Bank              | + 59 min 39 s                |
| 5e                           | David Millar                 | Royaume-Uni                  | Cofidis-Le Crédit par Téléphone | + 1 h 51 min 41 s            |

| Classement du meilleur jeune | Classement du meilleur jeune | Classement du meilleur jeune | Classement du meilleur jeune    | Classement du meilleur jeune |
| Coureur                      | Coureur                      | Pays                         | Équipe                          | Temps                        |
| ---------------------------- | ---------------------------- | ---------------------------- | ------------------------------- | ---------------------------- |
| 1er                          | Francisco Mancebo            | Espagne                      | Banesto                         | 72 h 25 min 37 s             |
| 2e                           | Guido Trenti                 | Italie                       | Cantina Tollo-Regain            | + 18 min 34 s                |
| 3e                           | Grischa Niermann             | Allemagne                    | Rabobank                        | + 33 min 08 s                |
| 4e                           | David Cañada                 | Espagne                      | ONCE-Deutsche Bank              | + 59 min 39 s                |
| 5e                           | David Millar                 | Royaume-Uni                  | Cofidis-Le Crédit par Téléphone | + 1 h 51 min 41 s            |

| Classement par équipes | Classement par équipes | Classement par équipes | Classement par équipes |
| Équipe                 | Équipe                 | Pays                   | Temps                  |
| ---------------------- | ---------------------- | ---------------------- | ---------------------- |
| 1re                    | Kelme-Costa Blanca     | Espagne                | 216 h 54 min 01 s      |
| 2e                     | Banesto                | Espagne                | + 15 min 06 s          |
| 3e                     | Festina                | France                 | + 16 min 40 s          |
| 4e                     | Deutsche Telekom       | Allemagne              | + 55 min 36 s          |
| 5e                     | Rabobank               | Pays-Bas               | + 1 h 14 min 06 s      |

| Classement par équipes | Classement par équipes | Classement par équipes | Classement par équipes |
| Équipe                 | Équipe                 | Pays                   | Temps                  |
| ---------------------- | ---------------------- | ---------------------- | ---------------------- |
| 1re                    | Kelme-Costa Blanca     | Espagne                | 216 h 54 min 01 s      |
| 2e                     | Banesto                | Espagne                | + 15 min 06 s          |
| 3e                     | Festina                | France                 | + 16 min 40 s          |
| 4e                     | Deutsche Telekom       | Allemagne              | + 55 min 36 s          |
| 5e                     | Rabobank               | Pays-Bas               | + 1 h 14 min 06 s      |